# 무악기
무악기(巫樂器)는 무속음악에서 연주되는 악기를 말한다. 경기도 북부에서는 장구, 바라, 피리, 젓대(대금), 해금이, 경기도 남부, 충청도, 전라도에서는 장구, 징, 꽹과리, 피리·젓대·해금이 쓰이고 기타 지역은 장구, 징, 꽹과리, 북, 바라 등 타악기만이 쓰인다. 